# Wingardium leviosa
Wingardium leviosa er en svæve-besværgelse, fra J.K. Rowlings magiske Harry Potter-univers.
Besværgelsen fremgår for første gang i bog nr. 1.
| Fiktion | Spire Denne artikel om en historie eller noget fiktivt er en spire som bør udbygges. Du er velkommen til at hjælpe Wikipedia ved at udvide den. |